# Tossicologia ambientale
La tossicologia ambientale, insieme con la ecotossicologia, è una branca della tossicologia dedicata allo studio delle sostanze chimiche, potenzialmente tossiche, che possono essere pericolose per l'ambiente naturale e l'uomo. Questa disciplina si avvale di competenze di biologia, chimica, geologia, ingegneria ambientale, fisica e altre discipline in grado di dare un quadro completo sulle vie di diffusione, accumulo, trasformazione e azione d'infinite sostanze chimiche.
La conoscenza della tossicità di nuove molecole di sintesi, non è immediata, bisogna approntare dei test il più possibile realistici su organismi modello che permettano di valutare quanto una nuova molecola sia pericolosa prima di metterla in commercio. Una volta che la sostanza entra nell'ambiente (anche accidentalmente), bisogna conoscere le principali vie di diffusione e le potenziali vie di accumulo nella catena alimentare per poter contrastare e prevenire maggiori danni ambientali.
Una sostanza chimica introdotta nell'ambiente interagisce con esso divenendo assimilabile dal biota. Lo xenobiotico viene assorbito interagendo con uno specifico sito di azione, che può essere una proteina o un'altra biomolecola, e produce quindi i suoi effetti tossici a livelli superiori di organizzazione biologica.